# 육손
육손(陸遜, 183년 ~ 245년 2월)은 중국 후한 말, 삼국시대 오나라의 정치가로, 자는 백언(伯言)이며 양주 오군 오현(吳縣) 사람이다. 형주 공방전에서 여몽을 도와 관우를 사로잡는데 공을 세웠고, 이릉(夷陵)에서 화계(火界)로 선주를 패퇴시켰으며, 석정(石亭)에서 대사마 조휴의 군대를 물리쳤다.
본명의 육의이나, 육손으로 더 널리 알려져 있다.

## 생애

### 초반
원래 이름은 육의(陸議)인데, 그의 집안은 대대로 강동 지역을 다스려온 호족이었다. 어린 시절 아버지를 일찍 여의고 종조부인 여강 태수 육강에게 양육되었다. 그러나 육강이 당시 크게 세력을 떨치고 있던 원술과 대적하게 되자 육강은 일족을 육손에게 맡기고 오나라로 피신시킨다.
오나라에서 육손은 관직으로 진출하여 현의 관리가 되어 가난한 사람들에게 시혜를 베푸는 등 백성들의 생활을 개선시키는 데 진력하였다. 또 오나라는 당시 이민족의 숱한 습격으로 하루도 평안할 날이 없었는데, 육손은 주민들 가운데 지원병을 모집해 쳐들어오는 이민족을 하나하나 격파하고, 투항하는 자는 자기 군세에 가담시켰다. 육손의 그러한 활동에 주목하던 손권은 그에게 형 손책의 딸을 시집보내어 친분 관계를 맺고 종종 정치적 문제에 대해 조언을 구하였다. 육손의 ‘이민족을 하나둘씩 평정하여 그 가운데서 정예병을 선발하여 강력한 군대를 조직해야 한다’는 주장을 들은 손권은 그의 의견에 동의하여 그 실행을 육손에게 맡겼다. 그래서 각지의 이민족은 육손에 의해 점차 토벌되어 정예병으로 흡수되었다.

### 관우와의 대립
오나라와 촉한 간에 형주를 둘러싼 대립이 일어나고 있던 도중 전선 사령관이었던 여몽이 병에 걸려 귀환길에 오르게 되었다. 여몽이 전선을 이탈하면 조만간 그를 경계해 북쪽으로의 진격을 망설였던 관우가 필시 방심하여 올 것이라 여기고, 육손을 자기 진영으로 불러들여 관우가 방심한 틈을 노려 형주를 빼앗으라고 지시하였다. 여몽은 오나라로 돌아와 손권에게 그 점을 진언하고, 자기 대신 형주 수비를 맡을 사람으로 육손을 추천하였다.
여몽의 후임이 된 육손은 관우에게 매우 겸손한 내용의 서신을 보내 그에게 자신감을 불어넣어주었다. 안심하고 위나라를 침공한 관우는 여몽의 계략에 허를 찔려 패배하고 사로잡혀 처형되고 만다.
배잠론(裴潛論)에서 손권은 여몽에게 후임으로 누구를 지명할것이냐고 묻자, 여몽은 재능은 뛰어나지만 이름이 알려지지 않은 육손을 추천했고 손권은 육손을 편장군 겸 우부독에 임명하고 육손은 번성전투에서 관우와 협약을 하였다고 한다.

### 이릉 대전
이 소식을 들은 유비는 관우의 원수를 갚기 위해 약 5만 혹은 8만의 대군을 거느리고 오나라를 침공하였다. 이에 손권의 명을 받아 이이, 유아와 함께 무현, 자귀현을 지켰으나 이이 등이 무현에서 촉한군 선봉장 오반, 풍습에게 격파되어 자귀현에 주둔하게 허용한다. 이듬해 대도독으로 임명되어 촉한군과 이릉에서 대치하였는데, 지난해의 패전을 교훈삼아 전군에게 수비를 단단히 하고 절대 방심해서는 안 된다고 명령을 내린다. 그 때문에 육손을 향해 겁쟁이라며 불평하는 병사들이 많자 육손은 손권이 친히 내린 보검을 뽑아들고 “지금은 한 치의 땅이라도 취할 수 있다면 어떤 욕됨이라도 참아야 할 것이오! 그대들은 각처의 요지를 지키는 데에 전력을 기울이시오! 만약 함부로 움직인다면 군령을 어긴 죄로 처형할 것이오.” 하고 충고하여 그들을 설득하였다. 마침내 오랜 대치상태로 촉한군이 진을 들에서 숲으로 바꾸자 마자 육손은 즉시 화공을 가하여 격파하였다.

### 유비 사후
유비가 병으로 죽자 오나라와 촉한은 촉한의 사신인 등지의 의견을 받아들여 우호 관계를 회복하고 함께 위나라에 대항하게 된다. 손권은 군사 면에서 육손은 오나라에게 있어 매우 중요한 존재가 되어 위나라가 종종 오나라를 침공해오지만 그 때마다 육손의 전략으로 가까스로 저지시켰다. 그 후 오나라 신료들의 맹활약 덕분에, 마침내 손권은 제위에 올라 황제가 되었다.
244년 육손은 고옹의 뒤를 이어 승상에 임명되었다. 손화와 손패의 후계자 분쟁에서는 이미 태자인 손화를 지지하였고, 손패파의 핵심 인물 전기를 그 아버지 위장군 전종이 옹호하자 이를 비판하는 편지를 보내 전씨 일족과 사이가 벌어졌다. 육손은 손권에게 상소를 올려 태자를 폐하지 않기를 여러 차례 말했으며, 또 직접 수도 건업으로 가서 손권을 알현하기도 했다. 
마침내 전종 부자는 육손의 외가며 태자를 지지하는 고담, 고승, 요신 등을 참소하여 유배보냈고, 또 육손과 편지를 주고받은 오찬은 그로 인해 하옥되어 주살당했다. 이에 그치지 않고 손권은 육손을 질책하였다. 육손은 이듬해 63살의 나이로 화병으로 분사했다.
육손이 죽은 뒤에도, 손권은 양축이 상소한 육손에 대한 20가지 조문을 들어 육항을 금고했으나, 육항이 모두 조리있게 대답하자 그제서야 손권은 육손에 대한 의심을 풀었고, 태원 원년(251년)에 손권은 육항에게 참언으로 육손 부자를 공격한 것을 사과했다. 경제 대에 이르러 소후(昭侯)의 시호를 받았다.

## 육손의 친족관계

### 관련 인물
육강　육적　육개　육항　육모

## 같이 보기
- 삼국지 인물 목록